# ولیکی اکیچ
ولیکی اُکیچ (اسلوونیایی: Veliki Okič) یک زیستگاه انسانی در اسلوونی است که در Lower Styria واقع شده‌است.

## خصوصیات
ولیکی اکیچ ۲٫۹۹ کیلومترمربع مساحت و ۸۶ نفر جمعیت دارد و ۳۰۸٫۱ متر بالاتر از سطح دریا واقع شده‌است.